# Skagen Fyr
Skagen Fyr, är en dansk fyr på Grenen, norr om Skagen på Jylland.
Skagen Fyr, som också benämns den grå fyren, byggdes 1858. Den tändes den 1 november samma år. Fyren är med sina 46 meter Danmarks näst högsta fyrtorn, en meter lägre än  Dueodde fyr på Bornholm.
Fyrens roterande lins väger drygt två ton och flöt ursprungligen på kvicksilver. Ljuskällan är en 400 watts natriumlampa. Ljuset från fyren kan ses på 20 sjömils avstånd. Fyren lyser med en blixt var fjärde sekund (Fl W 4s).
Från toppen av fyren är det en vidsträckt utsikt över Grenen i norr, staden Skagen i söder och över havet där Skagerrak möter Kattegatt.

## Historik
Utanför Skagen finns ett stort rev som förflyttar sig varje år. Första fyren på Skagen uppfördes 1560 på order av kung Fredrik II, som hade bestämt att fyrar skulle byggas i Skagen och på Anholt och Kullen. Klagomål hade kommit, från i första hand holländska skeppare som seglade på Östersjön, på att det under mörker var riskfyllt att runda Skagen för att segla mot Öresund. Genom att avkräva fartygen högre tull i Öresund, skulle danska staten finansiera byggnation och drift av fyrarna. 
Den första fyren på Skagen var ett fyrfat på ett enkelt torn. År 1626 togs den första vippfyren i bruk på Fyrbakken i östra ändan av Österbyn i Skagen. Vid utfarten mot Grenen finns också det hvide fyr, som var i bruk mellan 1745 och 1858.

## Fotogalleri

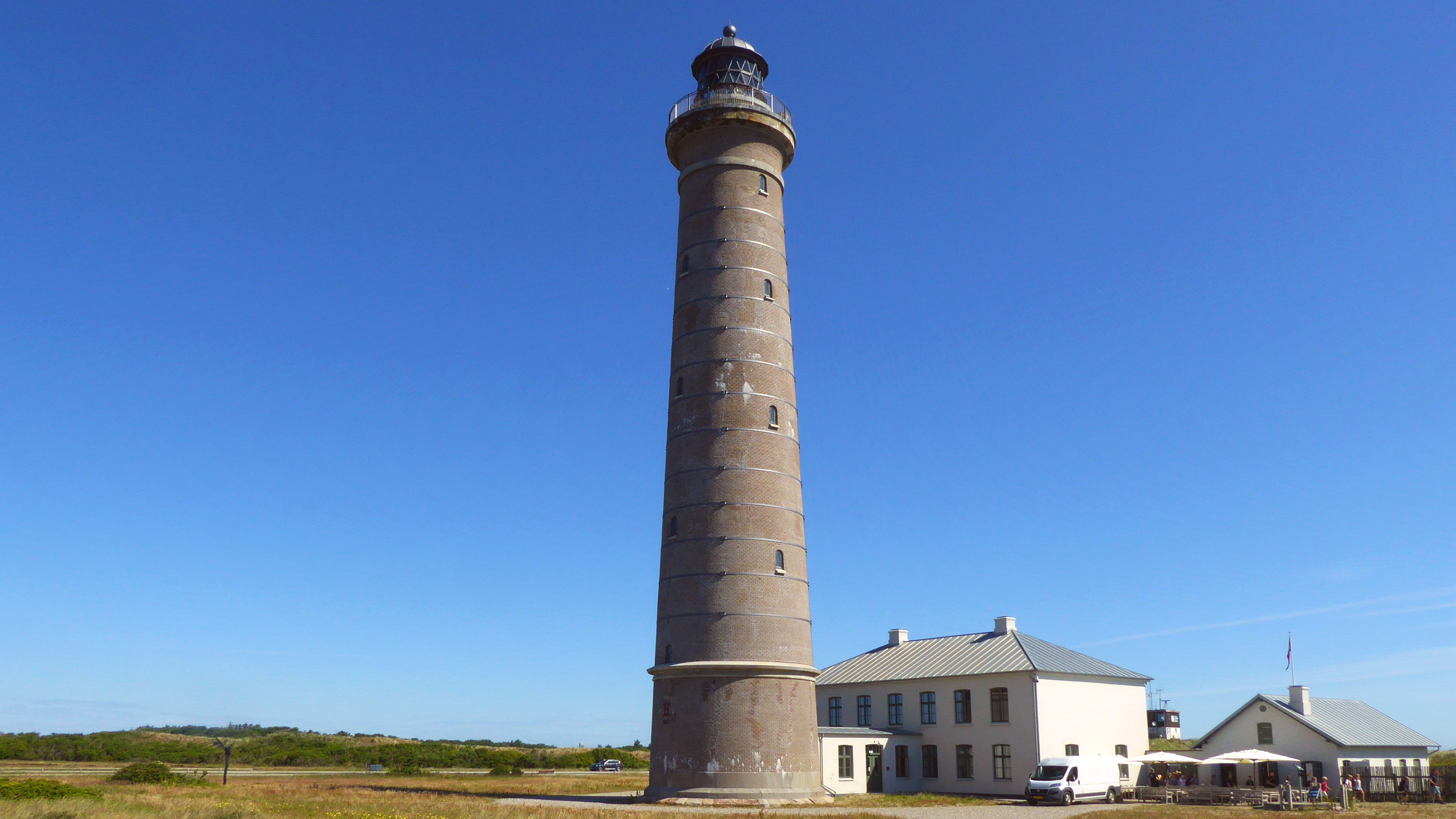
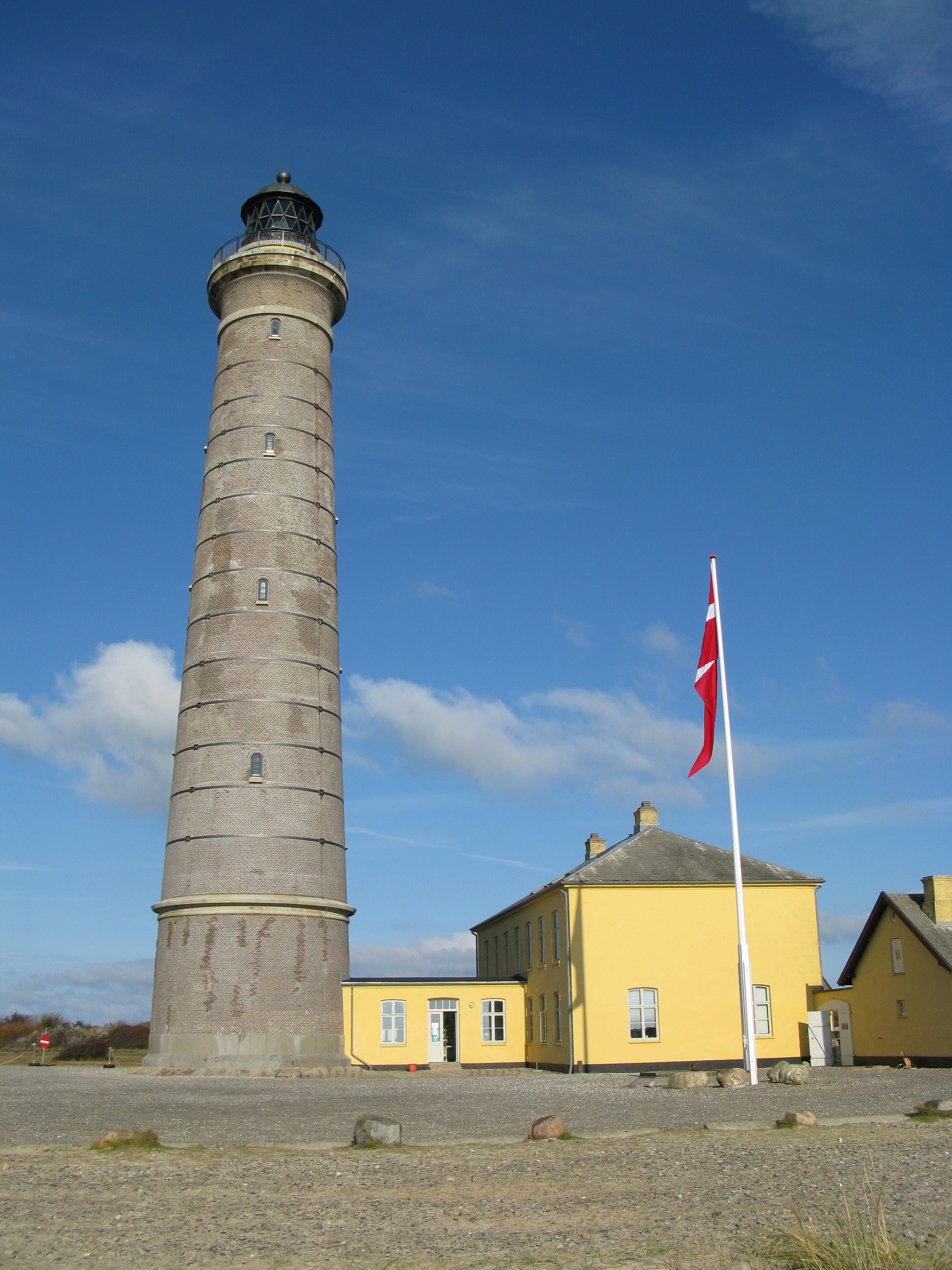
Skagen fyr på Grenen
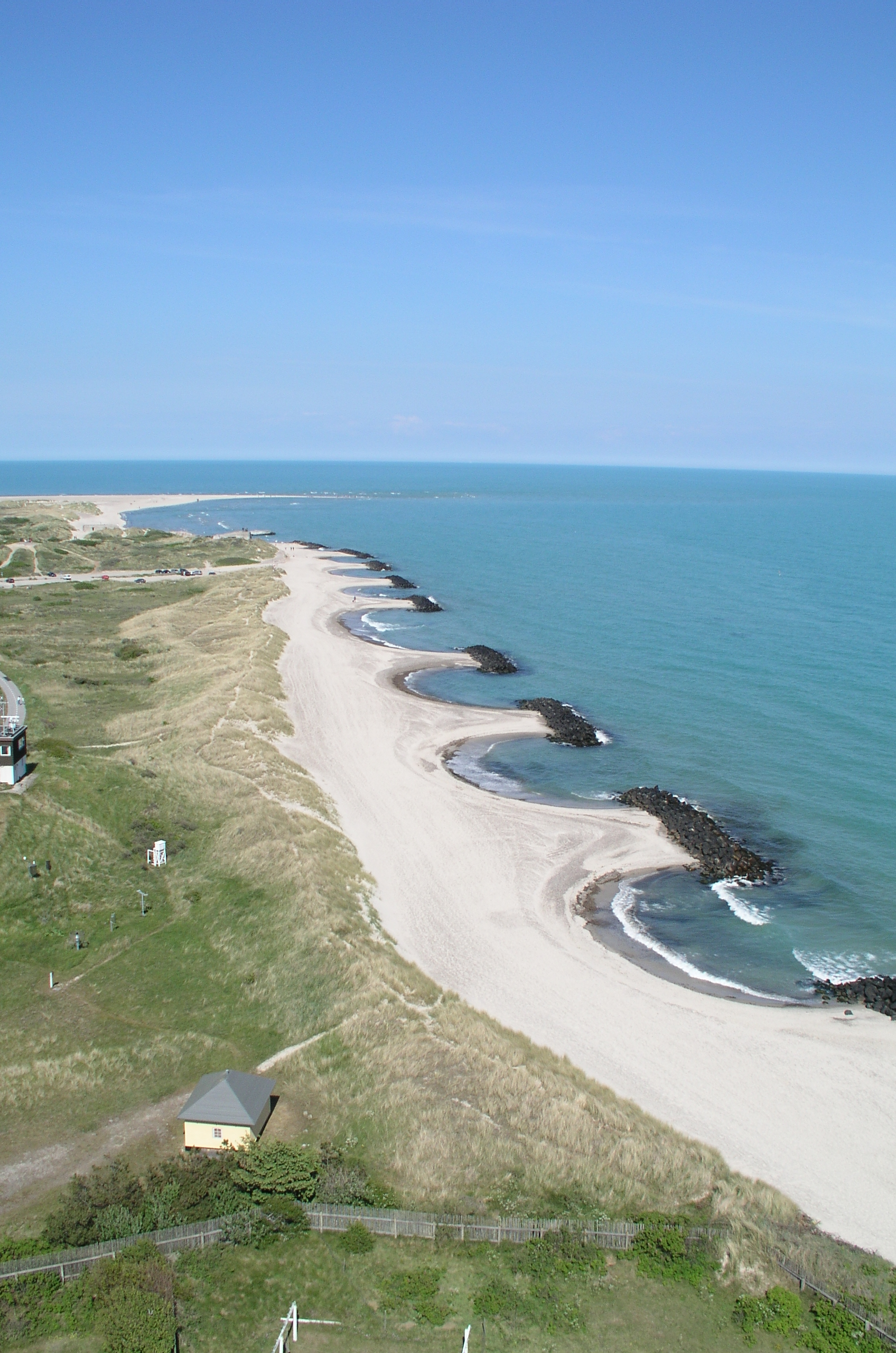
Utsikt från Skagen fyr mot Grenens yttersta udde
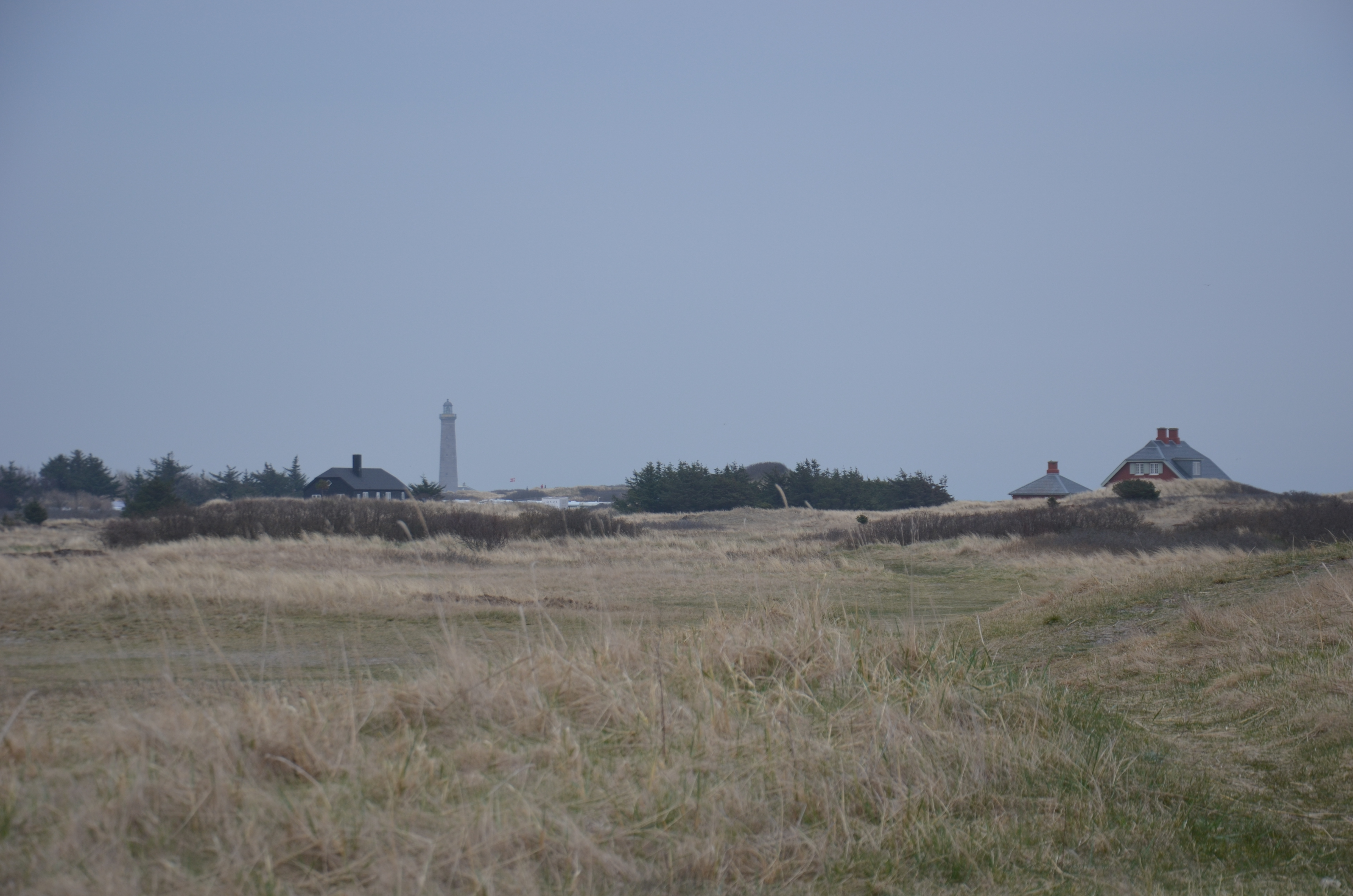
Skagen fyr sedd från Fyrbakken i Skagen
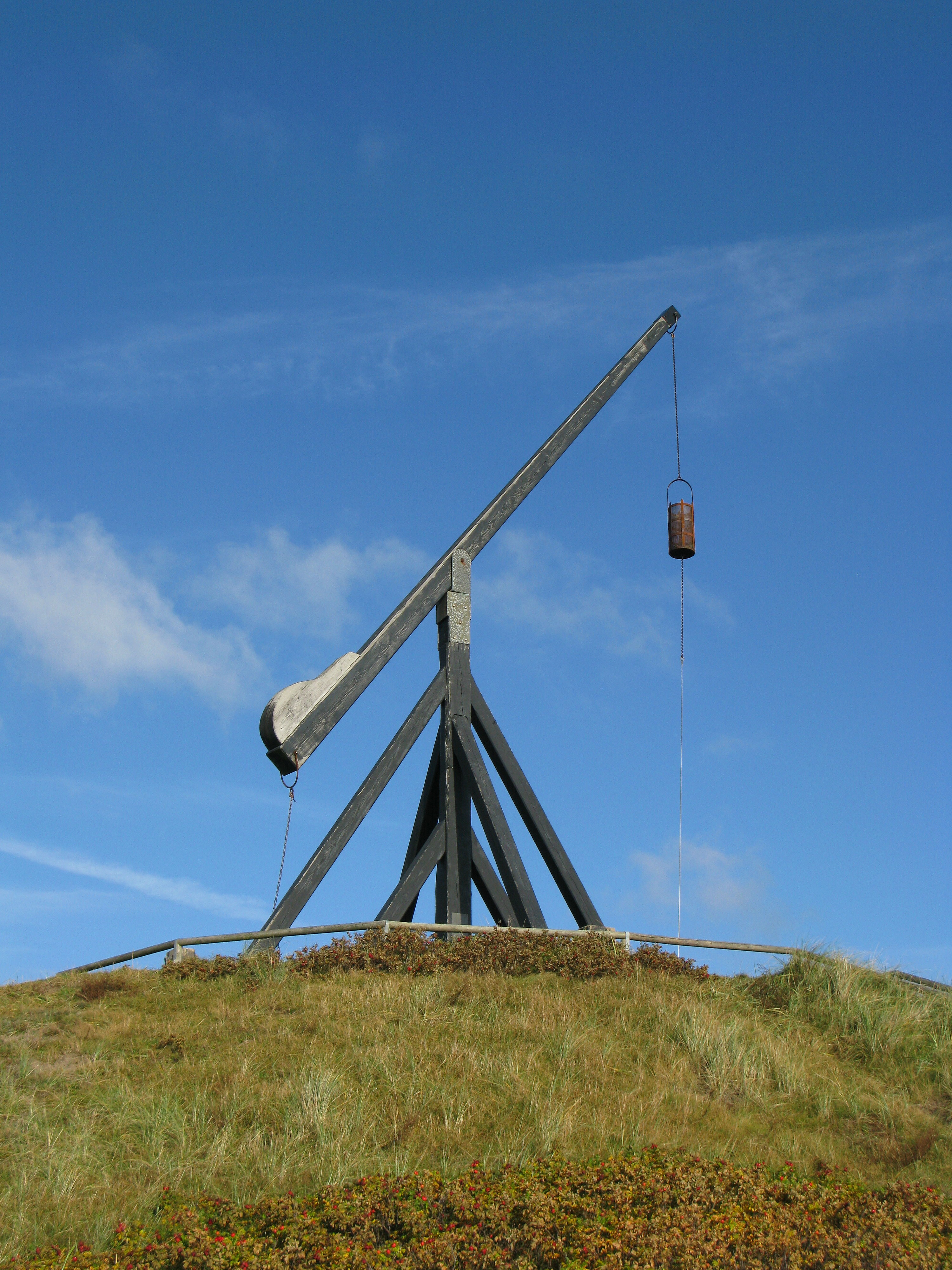
Rekonstruerad vippfyr på Fyrbakken i Skagen
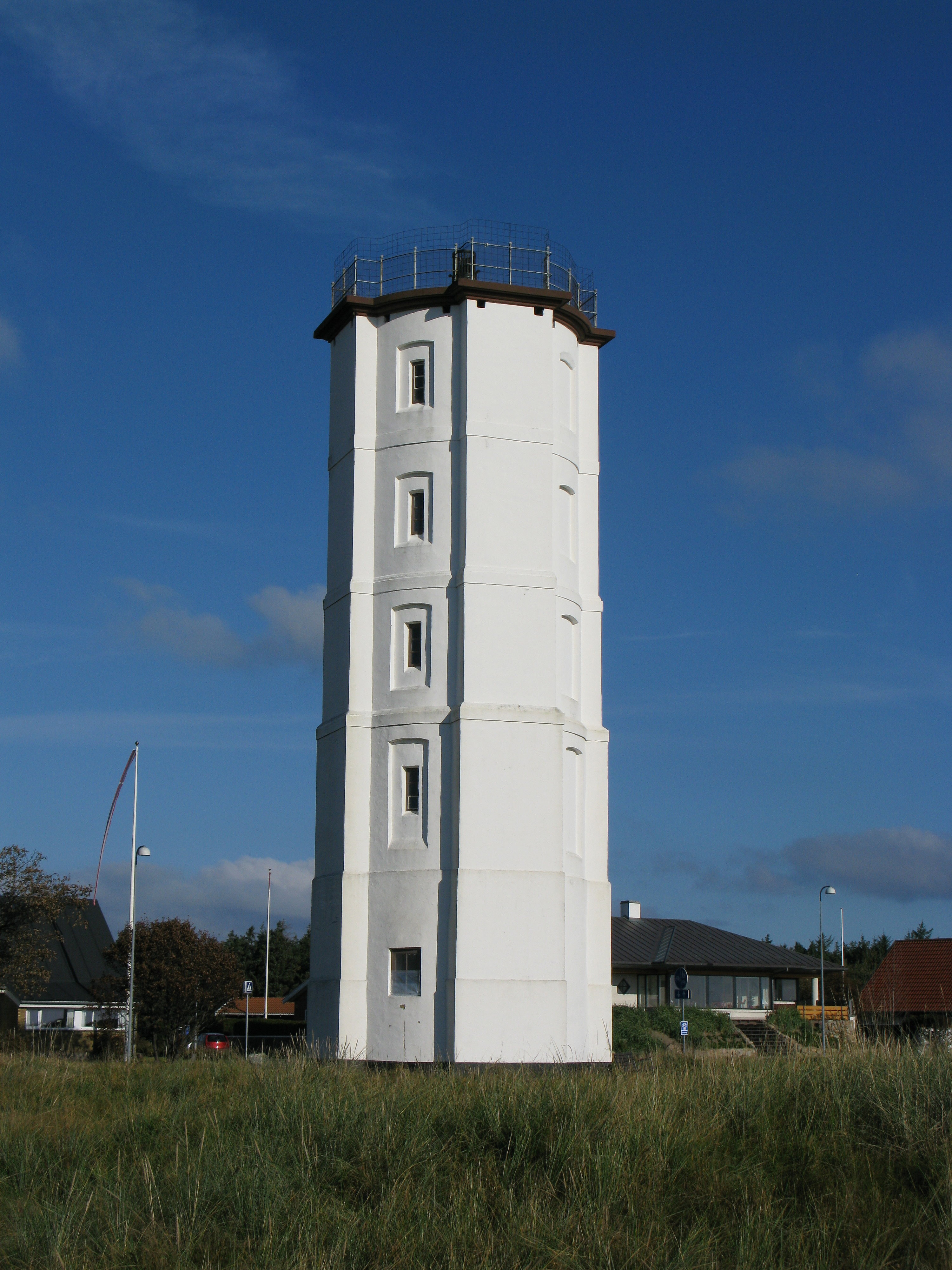
Det hvide fyr
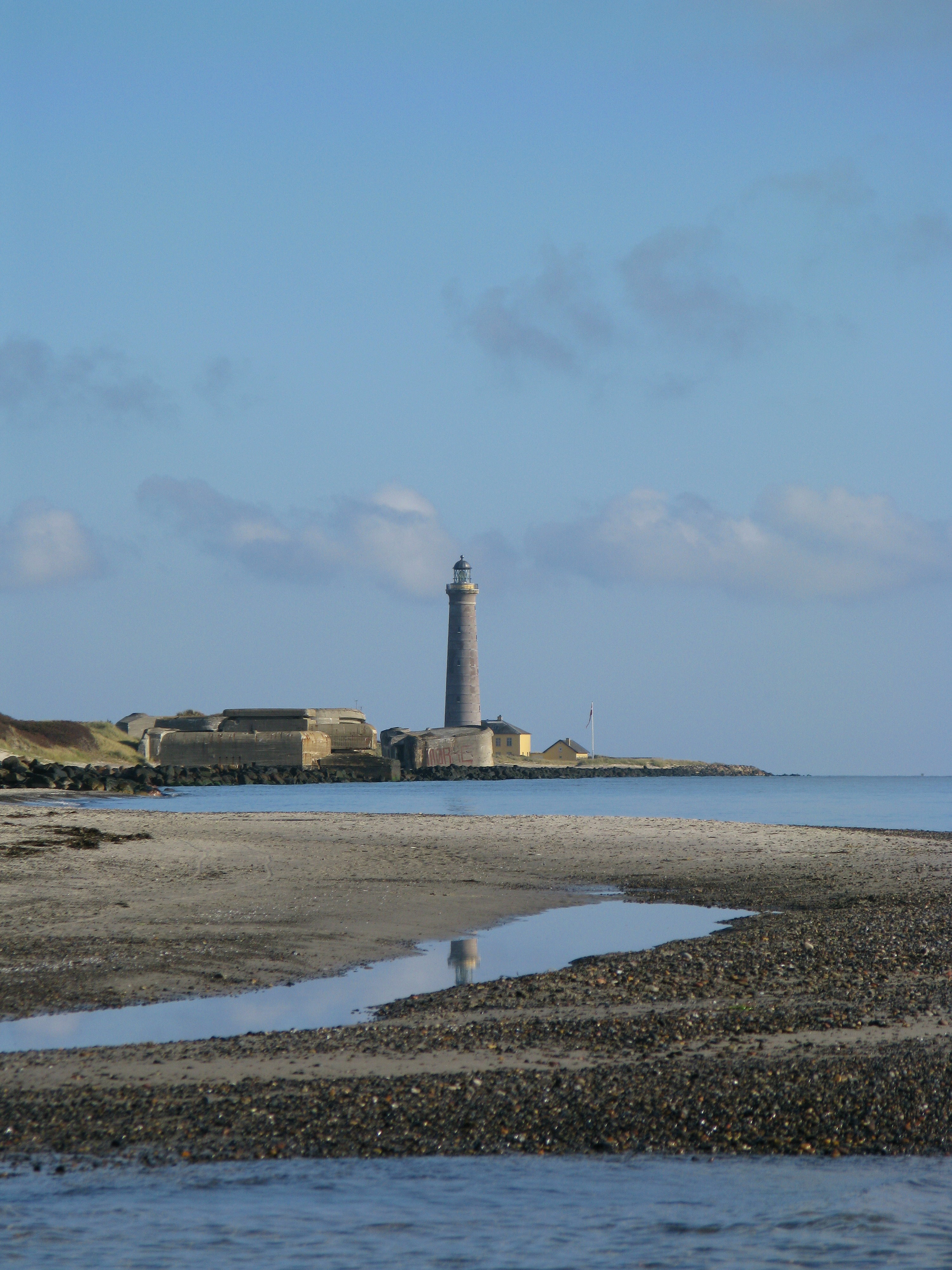
Utsikt från fyrbakken mot Skagen fyr